# Lista de episódios de Arthur
Lista de episódios de Arthur.

## Primeira temporada:1996
| #       | Data original        | Título                                | Descrição |
| ------- | -------------------- | ------------------------------------- | --- |
| 1/1-1   | 7 de outubro, 1996   | Os Óculos de Arthur                   | O primeiro episódio mostra por que Arthur precisou usar óculos. |
| 1/1-1   | 7 de outubro, 1996   | O Penteado de Francine                | Preocupada com o Dia da Foto na escola, Muffy ajuda Francine a mudar o visual. |
| 2/1-2   | 8 de outubro,1996    | O Verdadeiro Sr. Ratburn              | Os alunos ficam desesperados ao sabem que cairam na sala do Sr. Ratburn. |
| 2/1-2   | 8 de outubro,1996    | O Problema de Arthur                  | Ratburn anuncia que a turma está tendo um concurso de ortografia , e todos os colegas têm suas próprias estratégias para se preparar para isso, exceto Arthur, que pratica apenas uma palavra de uma canção.                                               |
| 3/1-3   | 9 de outubro, 1996   | D.W. Toda Molhada                     | DW desenvolve medo de polvos durante uma excursão ao aquário com sua turma. |
| 3/1-3   | 9 de outubro, 1996   | O Dilema do Dinossauro de Buster      | Em uma viagem escolar a um parque, Buster, com a ajuda de Arthur, encontra uma pegada fossilizada de dinossauro, mas o primeiro fica consternado com a regra de que todos os fósseis devem ser entregues ao museu e não guardados para quem os encontrou.  |
| 4/1-4   | 10 de outubro, 1996  | A Amiga Imaginária de D.W.            | Arthur fica irritado quando DW cria uma amiga imaginária chamada Nadine. |
| 4/1-4   | 10 de outubro, 1996  | O Livro Perdido de Arthur             | Arthur é o primeiro a pegar emprestado o novo livro da biblioteca, mas ele acidentalmente o deixa cair no caminho para casa. |
| 5/1-5   | 11 de outubro, 1996  | Arthur Cuida de Animais               | Arthur abre seu próprio negócio de babá de animais de estimação para provar que é responsável o suficiente para ter seu próprio cachorro. |
| 5/1-5   | 11 de outubro, 1996  | D.W. Copiando Arthur                  | Depois que Arthur deseja que DW seja mais parecido com ele, DW decide se vestir como Arthur, segui-lo e fazer as coisas que ele gosta. |
| 6/1-6   | 14 de outubro, 1996  | Trancados na Biblioteca               | Após Arthur chamar Francine de Marsemellow, os dois serão obrigados a fazer um trabalho de escola juntos. |
| 6/1-6   | 14 de outubro, 1996  | Arthur É Acusado!                     | Arthur é acusado de roubar dinheiro da faxineira da escola, e Buster vira detetive para inocentar o amigo. |
| 7/1-7   | 15 de outubro, 1996  | Arthur Vai Acampar                    | Arthur passa uma semana no acampamento com seus amigos e tem que aturar as gozações das meninas. Mas percebe que a única maneira de vencer a prova é unir as equipes.                                                                                      |
| 7/1-7   | 15 de outubro, 1996  | Buster Passa de Ano                   | Buster corre risco de repetir de ano se não for bem na prova de Matemática, e seus amigos fazem de tudo para ajudá-lo. |
| 8/1-8   | 16 de outubro, 1996  | O Novo Cachorrinho de Arthur          | Arthur ganha dos pais, um cachorro chamado Pal. O problema é que ele faz muita bagunça na casa, e corre risco de ser levado a uma fazenda. |
| 8/1-8   | 16 de outubro, 1996  | Arthur Volta Atrás                    | Arthur quer comprar uma bota da Lua, mas seus pais não vão lhe dar dinheiro. Com isso, ele vende por engano as jóias que seu pai daria de aniversário a sua mãe.                                                                                           |
| 9/1-9   | 17 de outubro, 1996  | A Babá Arthur                         | Arthur acha que ser babá é um trabalho fácil até que DW o oferece como voluntário para cuidar de gêmeos com má reputação de serem destrutivos e mesquinhos.                                                                                                |
| 9/1-9   | 17 de outubro, 1996  | A Prima Catástrofe de Arthur          | Os pais de Arthur estão organizando sua reunião familiar anual. |
| 10/1-10 | 18 de outubro, 1996  | O Aniversário de Arthur               | Arthur e Muffy fazem aniversário no mesmo dia e disputam quem terá mais convidados na sua festa. |
| 10/1-10 | 18 de outubro, 1996  | Francine Frensky, a Superstar         | Francine é escolhida para ser a diretora da peça escolar sobre Thomaz Edison. Mas a fama sobe a sua cabeça e ela começa a mandar em todos. |
| 11/1-11 | 21 de outubro, 1996  | O Bebê de Arthur                      | No primeiro aniversário de Kate, DW lembra Arthur de quando ele ficou nervoso depois de descobrir que sua mãe estava grávida. Quando Kate nasce, Arthur fica preocupado porque ela o odeia, já que ela chora sempre que ele está por perto.                |
| 11/1-11 | 21 de outubro, 1996  | O Bebê de D.W                         | Após os acontecimentos do episódio anterior, DW sente ciúmes da atenção que Kate está recebendo do resto da família e tenta de tudo para se livrar dela, mas nada funciona.                                                                                |
| 12/1-12 | 22 de outubro, 1996  | Arthur Escreve uma História           | Quando Arthur é designado para escrever uma história, ele escreve sobre como conseguiu Pal. |
| 12/1-12 | 22 de outubro, 1996  | O Cachorro Perdido de Arthur          | Eles passam por um palhaço dando balões e Kate começa a chorar porque quer um balão. |
| 13/1-13 | 23 de outubro, 1996  | Adeus, Spanky                         | O passarinho de D.W morre e ela fica bastante triste e magoada. |
| 13/1-13 | 23 de outubro, 1996  | O Novo Amigo de Buster                | Arthur e Buster trabalham juntos em um projeto, mas Buster não tem tempo para o projeto ou para Arthur, em vez disso fala sobre seu novo amigo, Mike. |
| 14/1-14 | 24 de outubro, 1996  | Arthur, o Destruidor                  | Arthur pega emprestado um novo jogo de computador de Brain, mas sua mãe, que está muito ocupada, precisa usar o computador para trabalhar. |
| 14/1-14 | 24 de outubro, 1996  | Arthur e a Verdadeira Francine        | O episódio mostra a chegada de Muffy Crosswire na escola de Elwood. De cara ela fica bastante amiga de Francine, mas a prejudica quando cola numa prova de Matemática e não assume que colou.                                                              |
| 15/1-15 | 25 de outubro, 1996  | As Férias da Família do Arthur        | Arthur está triste por não poder ir para Camp Meadowcroak com Buster, já que ele está viajando com sua família. |
| 15/1-15 | 25 de outubro, 1996  | A Velha Fazenda do Avô Dave           | Arthur e DW visitam seu avô Dave, que mora em uma fazenda antiga e degradada. |
| 16/1-16 | 28 de outubro, 1996  | O Concurso dos Cereais Crunch         | Arthur está determinado a ganhar o suprimento de cereal Crunch para um ano compondo um jingle, mas não consegue ter nenhuma ideia. |
| 16/1-16 | 28 de outubro, 1996  | O Atletismo de D.W.                   | DW está com ciúmes do desempenho de Emily na aula de ginástica e está determinado a se tornar melhor do que ela, o que a coloca em perigo quando ela sobe em uma trave alta e quase se machuca.                                                            |
| 17/1-17 | 29 de outubro, 1996  | Meiga por Uma Semana                  | Irritada com a atitude de Francine, Muffy aposta que ela não conseguirá ser simpática por uma semana. |
| 17/1-17 | 29 de outubro, 1996  | Arthur, o Maior Afanador do Mundo     | Quando Arthur e Buster têm que almoçar com a turma de Binky, os Clientes Durões, eles dizem a Arthur que acham que ele nunca "viu" nada. |
| 18/1-18 | 30 de outubro, 1996  | A Catapora de Arthur                  | Arthur está animado pela chegada do circo na cidade de Elwood, mas fica com catapora dias antes. D.W fica com ciúmes porque seu irmão ganha mais atenção que ela.                                                                                          |
| 18/1-18 | 30 de outubro, 1996  | Doente como um Cachorro               | O cachorro de Arthur, Pal, fica doente e é levado ao veterinário. Ele acha que D.W o maltratou e deixou machucado, mas na verdade Pal comeu muitas salsichas e panquecas.                                                                                  |
| 19/1-19 | 31 de outubro, 1996  | D.W. Pedala de Novo                   | DW ganha uma bicicleta de duas rodas para uma arrecadação de fundos para andar de bicicleta depois que os gêmeos a provocam por causa de seu triciclo. |
| 19/1-19 | 31 de outubro, 1996  | Arthur Entra Para o Time              | Arthur e seus amigos fazem um teste para o time de beisebol, e Arthur luta para pegar a bola, enquanto Francine não consegue arremessar com precisão. |
| 20/1-20 | 1º de novembro, 1996 | O Dia Quase Chato de Arthur           | Arthur e seus amigos são designados para escrever sobre o que farão no fim de semana, mas a chuva estraga os planos. |
| 20/1-20 | 1º de novembro, 1996 | A Venda de Doces Semi-assados         | Vovó Thora ignora o fato de que é uma péssima cozinheira e, quando faz biscoitos para uma venda de bolos na escola , Arthur e DW tentam impedir que sua má culinária estrague a venda de bolos sem ferir seus sentimentos.                                 |
| 21/1-21 | 4 de novembro, 1996  | A Chegada de Sue Ellen                | Circulam rumores sobre Sue Ellen Armstrong e sua família, que acabaram de se mudar para o bairro. |
| 21/1-21 | 4 de novembro, 1996  | O Irmão Perfeito                      | Brain passa o fim de semana com os Reads enquanto seus pais visitam uma convenção de sorvetes. |
| 22/1-22 | 5 de novembro, 1996  | O Mistério da Bola de Neve de D.W.    | DW guarda no congelador uma bola de neve do “melhor dia da sua vida”, mas ela desaparece. |
| 22/1-22 | 5 de novembro, 1996  | Problemas com o Time                  | Arthur, Buster e Francine são designados para fazer um projeto em grupo sobre a Roma Antiga. |
| 23/1-23 | 6 de novembro, 1996  | Binky, o Valentão                     | Binky intimida Sue Ellen, que exige que ele peça desculpas. Quando ele não o faz, ela o desafia para uma luta para resolver o problema. |
| 23/1-23 | 6 de novembro, 1996  | A Vidente de Araque                   | No seu meio aniversário , a irmã mais velha de Prunella, Rubella, dá-lhe um apanhador de piolhos. |
| 24/1-24 | 7 de novembro, 1996  | O Dente de Arthur                     | Arthur está com um dente mole, mas é o único da turma que ainda não perdeu nenhum dente de leite. |
| 24/1-24 | 7 de novembro, 1996  | D.W. se Perde                         | DW quer brincos porque sua amiga Emily os tem. |
| 25/1-25 | 8 de novembro, 1996  | D.W. Pensa Grande                     | DW quer ajudar no casamento da tia Lucy, mas ela é muito pequena. |
| 25/1-25 | 8 de novembro, 1996  | Limpando o Parque                     | Quando Arthur reclama do estado do parque, seu pai monta uma brigada para que Arthur e seus amigos limpem o parque. |
| 26/1-26 | 11 de novembro, 1996 | Papai, o Lixeiro                      | A turma do Sr. Ratburn faz visitas de campo a vários pais de alunos no trabalho para aprender sobre carreiras. |
| 26/1-26 | 11 de novembro, 1996 | Pobre Muffy                           | Muffy fica com alergia á pelos dos tapetes de sua casa. Com isso, ela vai morar com Francine mas quer ser tratada como princesa. |
| 27/1-27 | 12 de novembro, 1996 | A Mania de D.W.                       | DW não consegue encontrar seu cobertorzinho e pede a ajuda de Arthur para procurá-lo, refazendo seus passos por Elwood City. |
| 27/1-27 | 12 de novembro, 1996 | Problemas com a Professora Substituta | O Sr. Ratburn fica com a garganta inflamada e não consegue dar aula. Sua irmã foi chamada para substituir ele, mas ela trata os alunos como bebés. |
| 28/1-28 | 13 de novembro, 1996 | Sou um Poeta                          | Fern é a única da turma a participar de um concurso de poesia, que será julgado pelo famoso poeta Jack Prelutsky. |
| 28/1-28 | 13 de novembro, 1996 | O Clube do Pavor!                     | Quando sua série favorita de livros é banida da biblioteca por uma organização de pais que acredita que livros assustadores são ruins para as crianças, Arthur e seus amigos fazem uma petição para recuperá-los.                                          |
| 29/1-29 | 14 de novembro, 1996 | As Regras do Meu Clube                | Arthur e seus amigos criam um clube para excluir DW, mas não conseguem chegar a um acordo sobre as regras. |
| 29/1-29 | 14 de novembro, 1996 | Bicicleta Roubada                     | A bicicleta de Francine é pequena demais para ela, então seu pai encontra sua bicicleta velha, só que ela fica envergonhada por ela estar velha e enferrujada. Quando seus amigos a provocam por causa da bicicleta, ela a esconde e finge que foi roubada |
| 30/1-30 | 15 de novembro, 1996 | Arthur Dorme Fora                     | Arthur tem uma festa do pijama com Buster e Brain, mesmo com toda a conversa sobre OVNIs.DW quer se juntar a eles para poder tirar uma foto de um OVNI. |
| 30/1-30 | 15 de novembro, 1996 | Esperando o Ano Novo                  | Arthur nunca ficou acordado até meia-noite na véspera de Ano Novo.Todos os seus amigos têm reivindicações diferentes sobre o que acontece à meia-noite, então Arthur tenta ficar acordado até a véspera de Ano Novo para descobrir o que acontece.         |

## Segunda temporada:1997-1998
| #       | Data Original       | Título                                 | Descrição |
| ------- | ------------------- | -------------------------------------- | --- |
| 31/2-1  | 20 de outubro, 1997 | Arthur se Encontra Com o Senhor Rogers | Fred Rogers fica na casa de Arthur enquanto visita Elwood City. Arthur tem medo de contar isso a alguém porque seus amigos acreditam que seu programa de TV é para "bebês". |
| 31/2-1  | 20 de outubro, 1997 | Desenhe!                               | Francine magoou Fern, porque ela disse que gostava das marionetes do Sr. Ratburn. Com isso, Fern decide desenhar ela como uma gosma verde. |
| 32/2-2  | 21 de outubro, 1997 | Binky Barnes, o Especialista em Arte   | Arthur e Buster têm que trabalhar com Binky em uma reportagem de arte, mas ficam preocupados quando Binky afirma que uma certa imagem abstrata no museu está enquadrada na direção errada. Eles tentam distrair Binky e terminar a tarefa sozinhos, e ficam surpresos quando descobrem que Binky está certo.                                                                                          |
| 32/2-2  | 21 de outubro, 1997 | O Lápis da Sorte do Arthur             | Depois de dias de azar, Arthur se sente “amaldiçoado” até encontrar um lápis. De repente, seu lápis começa a mudar sua sorte: ele compra refrigerante grátis e merenda escolar melhor, e logo todos os seus amigos querem usá-lo. Com o lápis acabando, Arthur o esconde para manter sua sorte segura, mas logo não consegue se lembrar para onde foi.                                                |
| 33/2-3  | 22 de outubro, 1997 | D.W., a Comedora Exigente              | Em um restaurante, DW tem um ataque de raiva por ter que comer espinafre no jantar e é proibido de fazer futuras viagens a restaurantes com a família. Arthur e seus amigos tentam encontrar uma maneira de fazer com que ela experimente novas comidas antes do jantar de aniversário da vovó. |
| 33/2-3  | 22 de outubro, 1997 | Buster e os Desafios                   | Arthur e Buster querem sair com dois aventureiros, Toby e Slink, e Buster faz seus "desafios" embaraçosos enquanto busca sua aprovação. |
| 34/2-4  | 23 de outubro, 1997 | Arthur Faz um Filme                    | Arthur e seus amigos são muito jovens para assistir a um filme de James Hound porque é classificado como para maiores de 13 anos, então eles filmam os seus próprios. |
| 34/2-4  | 23 de outubro, 1997 | Vá Para o Seu Quarto, D.W.             | DW fica impaciente quando precisa cumprir uma punição em seu quarto por 10 minutos por ter sido má com Kate. |
| 35/2-5  | 24 de outubro, 1997 | A Cueca de Arthur                      | Arthur está preocupado porque teve um pesadelo que foi a escola sem as calças. O problema se torna realidade dias depois. |
| 35/2-5  | 24 de outubro, 1997 | Francine Frensky, a Amazona Olímpica   | Francine está com ciúmes de sua irmã, Catherine, pois ela é uma ótima amazona. Com isso, ela também começa a andar com cavalos. |
| 36/2-6  | 27 de outubro, 1997 | Buster Baxter, o Salvador de Gatos     | Buster salva um gato de cair do alto de uma árvore e é tratado como herói nas ruas. Mas Arthur e Francine ficam com ciúmes da fama do amigo |
| 36/2-6  | 27 de outubro, 1997 | Toque Novamente, D.W.                  | D.W chateia Arthur quando escuta a música do Ónibus Maluco sem parar. Quando o CD da música some, ela cisma que Arthur pegou. |
| 37/2-7  | 28 de outubro, 1997 | A Semana sem TV do Arthur              | Arthur e seus amigos assinam uma petição na escola para sobreviverem uma semana sem televisão. |
| 37/2-7  | 28 de outubro, 1997 | Medo Noturno                           | Binky tem uma lanterna e tenta ficar sem ela quando Arthur precisa ficar lá. Binky passa por outro pesadelo e Arthur descobre. |
| 38/2-8  | 29 de outubro, 1997 | Arthur e o Piano                       | A aula de música de Arthur tem um recital próximo e todos, exceto Arthur, estão preocupados e praticando. Arthur está confiante de que sabe tudo muito bem, até que um pesadelo o deixa preocupado com a possibilidade de perder uma nota, e ele tenta restaurar sua confiança. |
| 38/2-8  | 29 de outubro, 1997 | A Grande Briga                         | Francine e Brain têm uma disputa sobre o treino de futebol que continua na aula e durante a próxima partida de futebol. |
| 39/2-9  | 30 de outubro, 1997 | Perdido!                               | Arthur tem que pegar o ônibus até a piscina pública para a aula de natação, mas enquanto lia um livro, adormece no ônibus e perde a parada. Terminando na periferia da cidade, Arthur tenta encontrar o caminho de casa, enquanto DW fica assustada pela segurança de Arthur. |
| 39/2-9  | 30 de outubro, 1997 | Curto e Rápido Verão                   | Arthur perde uma lista de tarefas que planejou para o verão, e o primeiro dia de aula se aproxima rapidamente. No final do verão, ele fica chateado porque seus amigos fizeram coisas divertidas e ele não. |
| 40/2-10 | 31 de outubro, 1997 | D.W. Vai à Washington                  | DW deseja ir para a "Terra dos Pôneis", separa-se abruptamente do grupo de turismo e encontra o Presidente . |
| 40/2-10 | 31 de outubro, 1997 | O Envelope Misterioso do Arthur        | Sr. Haney, o diretor, dá um envelope para Arthur entregar à sua mãe. Arthur fica preocupado com o conteúdo do envelope, pensando que está em apuros, então tenta esconder dela. |
| 41/2-11 | 6 de abril, 1998    | O Bichinho Amigo de D.W.               | Os Read passam o fim de semana acampando e DW faz amizade com um cervo. |
| 41/2-11 | 6 de abril, 1998    | Buster e os Livros                     | Buster precisa escrever um relatório de livro, mas nunca conseguiu terminar um livro. |
| 42/2-12 | 7 de abril, 1998    | O Amigo Distante de Arthur             | Arthur fica arrasado ao saber que Buster vai viajar pelo mundo e não sabe se o amigo voltará a Elwood. |
| 42/2-12 | 7 de abril, 1998    | Arthur e a Quadrilha                   | Arthur e Francine viram parceiros na quadrilha da escola, e passam o dia juntos por vários dias. Binky e Muffy insinuam que eles estão namorando. |
| 43/2-13 | 8 de abril, 1998    | A Água e o Cérebro                     | Muffy está dando uma festa em um parque aquático e todos estão convidados, mas Brain se recusa a ir. |
| 43/2-13 | 8 de abril, 1998    | Arthur, o Sem Graça                    | Em uma carta para Buster, Arthur diz a ele que ele está lutando para ser engraçado quando seus amigos atuam como palhaços em um carnaval. |
| 44/2-14 | 9 de abril, 1998    | O Diário Perdido de Sue Ellen          | Sue Ellen perde seu diário na biblioteca. Muffy, Francine, Binky e Arthur o encontram e pensam que contém as opiniões dela sobre eles e se devem abri-lo ou devolvê-lo sem ler. |
| 44/2-14 | 9 de abril, 1998    | O Joelho de Arthur                     | Arthur entra furtivamente no lixão para pegar uma roda para seu projeto escolar, mas acidentalmente corta o joelho em uma lata afiada. |
| 45/2-15 | 10 de abril, 1998   | A Festa Surpresa da Vovó               | Arthur e DW sentem pena da vovó Thora porque ela não tem televisão a cabo, não pode comer nenhum lanche bom e tem que manter os dentes em um copo. |
| 45/2-15 | 10 de abril, 1998   | A Festa de Fern                        | A mãe de Fern quer que ela organize sua própria festa do pijama para ajudar Fern a expandir suas habilidades sociais, mas Fern está muito relutante. |
| 46/2-16 | 13 de abril, 1998   | Os Bilhetes de Amor para Muffy         | Brain e Francine usam notas de amor falsas para se vingar de Muffy depois que seu projeto de ciências recebe mais crédito. |
| 46/2-16 | 13 de abril, 1998   | D.W. Toca o Apito                      | Quando DW salva um menino de ser atropelado por um carro com seu apito, ela se torna uma maníaca por controle de segurança excessivamente zelosa. |
| 47/2-17 | 14 de abril, 1998   | Francine Decora                        | Francine e sua irmã mais velha, Catherine, estão fartas de dividir o quarto uma com a outra. |
| 47/2-17 | 14 de abril, 1998   | Arthur, o Perdedor                     | Arthur tem uma seqüência de derrotas quando continua dominado no novo No Guessing! jogo de tabuleiro, então ele recorre à trapaça para vencer. |
| 48/2-18 | 15 de abril, 1998   | Arthur Contra o Guarda                 | Arthur e Brain enfrentam um novo guarda de trânsito que cobra US$ 10 cada vez que alguém atravessa a rua e ameaça enviar seus "capangas" atrás deles. |
| 48/2-18 | 15 de abril, 1998   | O Terrível Mau-humor de D.W.           | DW está muito chateado e com raiva há vários dias seguidos. Francine e Arthur espionam DW e descobrem que ela está chateada por não ter sido convidada para a festa de aniversário de um colega de classe. |
| 49/2-19 | 16 de abril, 1998   | O Jogo de Nomes de D.W.                | Arthur e DW zombam um do outro com diferentes apelidos ofensivos. |
| 49/2-19 | 16 de abril, 1998   | Guardiões de Chaves                    | Arthur, Binky e Brain encontram uma chave na grama enquanto procuram uma bola de beisebol que perderam. |
| 50/2-20 | 17 de abril, 1998   | Como Esfarelar um Biscoito             | Muffy está tendo dificuldade em encontrar uma receita para um concurso com tema de morango. Suas amigas sugerem uma receita de biscoito, que fica deliciosa, e ela leva todo o crédito, para raiva e desgosto das amigas. Muffy aprende da maneira mais difícil como receber o crédito pelo trabalho de outra pessoa quando tenta fazer os biscoitos sozinha, mas não consegue se lembrar da receita. |
| 50/2-20 | 17 de abril, 1998   | A Irmãzinha de Sue Ellen               | Sue Ellen se sente excluída por não ter um irmão, então tenta fingir que tem seus amigos como irmãos, mas cada um deles tem suas próprias falhas. |

## Terceira temporada:1998-1999
| #       | Data Original        | Título                                 | Descrição |
| ------- | -------------------- | -------------------------------------- | --- |
| 51/3-1  | 21 de Setembro, 1998 | Buster Voltou                          | Buster está voltando, e Arthur está animado.No entanto ele tem medo de que Buster tenha mudado muito. |
| 51/3-1  | 21 de Setembro, 1998 | A Balada de Buster Baxter              | Buster é surpreendido pelo quanto mudou e sete deixado de fora por causa das coisas que ele não chegou a fazer enquanto estava fora.Então Arthur decide dar uma festa surpresa para ele. Art Garfunkel é convidado para dublar originalmente um alce com uma guitarra que canta sobre o retorno de Buster. |
| 52/3-2  | 28 de Setembro, 1998 | D.W. Olha o Fogo                       | D.W. está com medo do seu próximo treinamento de incêndio na sua pré-escola.Até sua família chamá-la de uma guarda de fogo e executar simulações de incêndio em sua casa. |
| 52/3-2  | 28 de Setembro, 1998 | Eu Prefiro Ler Sozinha                 | D.W. quer provar para os gêmeos que ela pode ler. |
| 53/3-3  | 5 de Outubro, 1998   | Arthur Ficou Virado                    | Arthur e Muffy formam duplas para um projeto de aula sobre um animal de sua escolha. |
| 53/3-3  | 5 de Outubro, 1998   | Sue Ellen e o Cérebrossauro            | Ambientado ao mesmo tempo do episódio anterior, Sue Ellen e o Cérebro optam por construir um modelo de dinossauro para seu projeto animal. Sue Ellen quer ajudar, mas o Cérebro se recusa a permitir. |
| 54/3-4  | 12 de Outubro, 1998  | Lembranças do Passado                  | A turma é convidada a pesquisar seus antepassados para um projeto escolar. Muffy e Francine tentam superar uma à outra com quem eram seus ancestrais, com Muffy acreditando que sua família descende da realeza, enquanto Francine acredita que seus ancestrais são famosos. |
| 54/3-4  | 12 de Outubro, 1998  | Agora Vamos Falar com Algumas Crianças | O show da Mágica Caixa de Ferramentas está chegando na classe do Sr. Ratburn para pôr as crianças na TV! Elas se preparam, treinando seus talentos. Cérebro não está preocupado em aparecer no show, então as crianças tentam convencê-lo. Mas, quando as crianças estão na TV, elas têm de falar sobre o Sistema Solar. Ela descobrem que precisarão da ajuda de Cérebro, já que ele estava participando do Clube de Ciências. |
| 55/3-5  | 2 de Novembro, 1998  | Batatas Verdes Fritas                  | Arthur e Buster estão brincando de dar nomes às batatas fritas e encontram uma batata verde. D.W. come a batata, mas Arthur e Buster inventam que ela é venenosa. Binky diz a D.W que também comeu uma batata verde, e agora os dois vão fazer coisas inesquecíveis, já que acreditam que estão vivendo os últimos dias de suas vidas. |
| 55/3-5  | 2 de Novembro, 1998  | Que Constrangedor!                     | Quando a história de DW acreditar que a batata frita verde é veneno, se torna uma notícia nos jornais, ela prontamente culpa Arthur por contar sobre isso. |
| 56/3-6  | 9 de Novembro 1998   | As Leis de Binky                       | Quando um grafiti escrito "Regras de Binky" aparece misteriosamente nas paredes da escola, Binky é culpado por isso. Buster e Fern atuam como detetives para provar a inocência de Binky. |
| 56/3-6  | 9 de Novembro 1998   | Conheça a Binky                        | BINKY, a banda, se torna um grande sucesso em Elwood City, e um show está planejado para expor um grande segredo sobre a banda. |
| 57/3-7  | 16 de Novembro, 1998 | Arthur É Contra o Modismo              | Arthur não se impressiona com os novos brinquedos fofos, mas depois de ver como eles são populares, ele tenta comprar um. |
| 57/3-7  | 16 de Novembro, 1998 | Que Sobremesa Fazer?                   | Arthur traz um bolo que o Sr. Read fez para uma festa na classe do Sr. Ratburn em comemoração ao aniversário de Galileu. Todos gostam do bolo, então Arthur traz ainda mais sobremesas para aumentar sua popularidade na escola. |
| 58/3-8  | 7 de Dezembro, 1998  | Garotas Populares                      | Francine acidentalmente leva a escola a revista de sua irmã chamada "Garotas Populares". Lendo-a, Sue Ellen e Fern ficam decididas a mudarem suas personalidades, a fim de se tornarem mais simpáticas. |
| 58/3-8  | 7 de Dezembro, 1998  | Buster Está Chateado                   | Buster guarda rancor crescente de Binky por contar uma piada na aula que Buster pretendia contar. Arthur tenta consolá-lo antes que o rancor tome conta de Buster. |
| 59/3-9  | 4 de Janeiro, 1999   | A caça ao tesouro de Arthur            | Quando Buster encontra uma ponta de flecha antiga no jardim, Arthur escava seu quintal para encontrar um tesouro, mas sua busca vai longe demais quando ela rapidamente se espalha para o jardim da frente. Ao chegar em casa, ela fica desapontada e Arthur é condenado a ficar em seu quarto por duas semanas. |
| 59/3-9  | 4 de Janeiro, 1999   | O Retorno dos Reis                     | A turma do Sr. Ratburn está em uma feira medieval, competindo por um troféu contra uma turma muito inteligente e alternativa liderada pelo ex-professor do Sr. Ratburn. |
| 60/3-10 | 11 de Janeiro, 1999  | O Ataque dos Turbo Tibbles             | Depois de assistirem a um programa de super-heróis na casa de D.W., Tommy e Timmy resolvem ser iguais aos personagens do programa. Eles usam fantasias e brincam o tempo todo. Todos na classe de D.W., principalmente ela e Emily, ficam cansados deles. Mas, quando eles estão no auge da brincadeira, Timmy arremessa o balanço da escola no queixo de D.W. e ela teve de dar pontos. |
| 60/3-10 | 11 de Janeiro, 1999  | D.W. Engana a Fada dos Dentes          | D.W. quer dinheiro para comprar um pônei de pelúcia novo, mas sua mãe não tem todo esse dinheiro. Arthur conta que conseguiu algum dinheiro com a Fada dos Dentes, colocando seus dentes moles embaixo do travesseiro. Como D.W. não possui nenhum dente mole, ela resolve enganar a Fada dos Dentes, colocando um dente de tubarão embaixo de seu travesseiro. |
| 61/3-11 | 8 de Fevereiro, 1999 | Problema em Dose Dupla                 | D.W. e Emily não gostam de brincar com os Irmãos Tibbles quando eles estão juntos. Timmy fica doente, e então Tommy fica triste, pois não tem ninguém com quem brincar. D.W. e Emily tentam ajudá-lo, substituindo seu irmão, mas percebem que essa tarefa será mais difícil do que elas pensavam. |
| 61/3-11 | 8 de Fevereiro, 1999 | O Show de Música Quase Real do Arthur  | Buster e Arthur estão gravando uma música usando a imaginação. D.W. diz que fazer algo sem ser real é muito chato. No entanto, Arthur diz que ela mesma pode criar músicas usando a imaginação. Então são mostrados, na imaginação de D.W., vários clipes de músicas. |
| 62/3-12 | 15 de Março, 1999    | O que Assustou a Sue Ellen?            | Sue Ellen não possui medo de nada, porém, em um dia, ela passa por um lugar desconhecido e começa a ouvir barulhos estranhos. Sue Ellen começa a ter medo de tudo e se assusta facilmente. Arthur, Buster e Binky percebem o que está acontecendo e decidem ajudá-la, indo juntos ao local. No princípio, eles acabam ficando apavorados, mas depois decidem enfrentar seus medos e descobrem que os barulhos estão sendo feitos por Perky, que ficou presa em alguns galhos.                                                                |
| 62/3-12 | 15 de Março, 1999    | Clarissa Quebrou                       | Vovó Thora possui uma boneca muito importante chamada Clarissa. Quando D.W. vai em sua casa, fica fascinada com a boneca. Vovó Thora empresta por uma semana Clarissa para D.W. e diz para ela ter muito cuidado. D.W. brinca bastante com Clarissa, mas um dia ela cai da cama e se quebra. D.W. fica muito triste e com muito medo de Vovó Thora ficar chateada com ela. Arthur dá a ideia de levar a boneca para o Sr. Ratburn consertá-la.                                                                                               |
| 63/3-13 | 26 de Abril, 1999    | Brincando com Fantoches                | George sempre foi um garoto tímido e "isolado" do grupo escolar, mas tudo muda quando ele constrói Wally, um fantoche. Usando seus dotes de ventriloquo, George faz o fantoche falar. As criançam ficam fascinadas e começam a se divertir com as falas de George. Mas, as crianças vão ficando cansadas de Wally, pois ele está "substituindo" George, ele não fala mais, somente com Wally. No dia da apresentação das poesias, Wally quebra e George fica triste. Arthur o consola e ele resolve falar por conta própria, sem usar Wally. |
| 63/3-13 | 26 de Abril, 1999    | Francine e o Gato                      | Francine ganha de seu pai um gato. Ela e Catherine ficam excitadas com o novo bichinho. Catherine o trata como uma criança, colocando roupas e uma touquinha e o chama de "Pétalas de Rosas". Entretanto, o gato fica muito amigo de Francine. Uma dia, ela vai visitar Arthur, que odeia gatos, e seu gato começa a brincar com Pal. Arthur pensa que o gato está brigando com Pal, e fica muito bravo com ele, mas isso pode custar a amizade de Francine, que fica muito chateada com o amigo.                                            |
| 64/3-14 | 24 de Maio, 1999     | Papai e Mamãe Tiveram Uma Briga Feia   | O pai e a mãe de Arthur e D.W. estão preparando um almoço para os amigos do papai, mas eles derrubam o leite e começam a discutir. D.W. ouve e vai contar a Arthur. Eles ficam com medo que seus pais se separem e que acabem virando orfãos. Cada um fica imaginado o que poderia lhes acontecer se seus pais se separessem. |
| 64/3-14 | 24 de Maio, 1999     | O Pedido Perfeito de D.W.              | É o aniversário de D.W. e ela está triste, pois está fazendo cinco anos e vai deixar de ser uma criancinha. Arthur diz para ela pensar em todas as coisas boas que ela fez durante o ano. Quando ela vai pedir a opinião de seus pais sobre que pedido fazer, ela descobre que estavam fazendo uma festa surpresa. D.W. faz um pedido que se realiza logo depois. |
| 65/3-15 | 31 de Maio, 1999     | A Faxina de Arthur e D.W.              | Arthur quer ir ao Parque Maluco e Feliz, mas sua mãe diz que ele precisa arrumar seu quarto, o qual está uma bagunça. D.W. também tem de arrumar seu quarto e o papai dá a sugestão de eles arrumarem seus quartos juntos, mas Arthur e D.W. não fazem outra coisa a não ser brigarem. |
| 65/3-15 | 31 de Maio, 1999     | Um Longo Inverno                       | As crianças estão chateadas com todas as coisas que acontecem e então elas resolvem inventar um novo feriado, mas cada um pensa em um feriado que tenha a ver com si próprio, criando uma enorme confusão. |

## Quarta temporada:1999
| #       | Data Original        | Título                               | Descrição |
| ------- | -------------------- | ------------------------------------ | --- |
| 66/4-1  | 6 de Setembro, 1999  | O Cartão de Biblioteca da D.W.       | D.W. obterá seu primeiro cartão da biblioteca, mas ela não sabe escrever seu nome. Depois de treinar horas e horas ela finalmente conseguer ter seu cartão. Quando ela pega seu primeiro livro, Tommy e Timmy dizem que se ela estragar qualquer livro, terá seu cartão confiscado. Como o livro está um pouco velho, D.W. fica com medo de lê-lo. |
| 66/4-1  | 6 de Setembro, 1999  | A Grande Briga de Arthur             | Arthur constrói um avião, mas D.W. o quebra. Arthur fica muito bravo e bate nela. Arthur acha que fez certo, mas ele aprende que o que ele fez foi errado, quando Binky bate nele, a fim de provar para seus amigos que conseguiria bater na primeira pessoa que visse. Curiosidade: A mãe de Arthur diz seu nome completo: Arthur Timothy Read. |
| 67/4-2  | 13 de Setembro, 1999 | Onde Está a Cobra?                   | Arthur, Buster, Cérebro, Binky e Sue Ellen estão brincando de pique-esconde e Arthur encontra uma cobra. As crianças ficam fascinadas com ela e Arthur decide levá-la para casa. Ele a coloca dentro de uma caixa, mas a cobra escapa. Buster, Cérebro, Binky e Sue Ellen vão até a casa de Arthur para ajudá-lo a encontra a cobra. Mas eles têm que passar por um pequeno desafio: não deixar a mãe de Arthur vê-la. |
| 67/4-2  | 13 de Setembro, 1999 | A Nova Melhor Amiga de Muffy         | Muffy e Francine sempre foram muito amigas, mas essa situação muda quando Francine quer jogar futebol e Muffy quer ir ao shopping. Quando Francine está jogando futebol sozinha, Jenna chega e começa a se tornar a melhor amiga de Francine. Vendo isso, Muffy fica enciúmada e saí a procura de um novo melhor amigo. |
| 68/4-3  | 20 de Setembro, 1999 | Buster Está Com Asma                 | Quando Buster descobre que possui asma, uma doença respiratória que faz com que a pessoa tenha dificuldade em respirar. Seus amigos veem ele ir até a sala da enfermeira e pensam que ele precisa de cuidados especiais. Francine pensa que Asma é uma doença contagiosa. No fim, Buster faz um trabalho sobre Asma e ensina a sala sobre tal doença. |
| 68/4-3  | 20 de Setembro, 1999 | Pregando Uma Peça                    | Muffy vai dar um festa de terror à fantasia em um castelo. Ela e Francine resolvem assustar Arthur, Buster, Cérebro e Binky. Eles também planejam fazer a mesma coisa. Quando os dois grupos vão dar início ao plano, são assustados por um fantasma de verdade, o qual é confundido por Binky, que estava usando uma fantasia semelhante. Eles aprendem que nunca devem dar sustos em outras pessoas, pois, às vezes, pode voltar para si próprio.                                                                                        |
| 69/4-4  | 27 de Setembro, 1999 | O Concurso                           | Arthur, Buster, Francine, Cérebro, Muffy e Binky querem participar de um concurso de um programa de televisão. Para isso, cada um deve escrever uma história sobre si mesmo e seus amigos. Cada um deles escreve as suas histórias, depois de contá-las para os outros, eles discutem para decidir qual a melhor história. Decidem colocar as cartas no correio, mas depois de cinco anos ninguém foi chamado. |
| 69/4-4  | 27 de Setembro, 1999 | Quero Provas!                        | Para provar que é mais inteligente que Arthur, D.W. tenta explicar para as pessoas de Elwood o por quê das coisas, mas suas informações são falsas, o que acaba gerando uma grande confusão. |
| 70/4-5  | 4 de Outubro, 1999   | A Nevasca                            | Está nevando bastante na cidade e Francine precisa fazer um trabalho sobre "Os Pioneiros", já que não o entregou na data certa. A situação começa a ficar crítica, pois a nevasca começa a ficar cada vez pior. A energia acaba nas casas das pessoas. O Sr. Ratburn e o Sr. Haney ficam presos na escola. Em consequência disso, todos vão para a casa de Arthur, já que lá a energia não acabou. Quando ela acaba todos, principalmente Francine aprendem o significado de serem um pioneiro, já que sobreviviam em precárias condições. |
| 70/4-5  | 4 de Outubro, 1999   | O Rato Que Veio Para Jantar          | Depois que o teto de sua casa desaba, Sr. Ratburn passa uns dias na casa de Arthur. Mas seus amigos começam a se afastar de Arthur, fazendo gozações. |
| 71/4-6  | 11 de Outubro, 1999  | A História de D.W.                   | A fim de provar que sabe contar histórias melhores do que Arthur, D.W. inventa sua própria história e a conta para Arthur e Buster. A história é tão boa que eles adoram, mas Arthur tenta disfarçar. |
| 71/4-6  | 11 de Outubro, 1999  | Prunella Ganha Dois Presentes Iguais | É aniversário de Prunella e ela ganha duas bonecas Polly: uma de sua irmã e outra de Francine. Prunella não gosta muito da segunda boneca que ganha e percebe que Francine fica triste o aniversário inteiro. Prunella se preocupa e, em seus sonhos, se transforma em um fantasma e acompanha toda a trajetória de Francine para comprar a boneca. |
| 72/4-7  | 18 de Outubro, 1999  | O Trabalho de Binky Barnes           | A classe do Sr. Ratburn têm de fazer um trabalho de insetos e levá-los para a classe, a fim de explicar as suas características. Binky escolhe as borboletas e caça dezenas delas. Mas o que ele quer realmente é a bonita e rara borboleta azul. Com tantas delas, ele acaba criando uma coleção de borboletas. |
| 72/4-7  | 18 de Outubro, 1999  | Cantar ou não Cantar                 | Está tendo um Festival de Talentos na classe do Sr. Ratburn e Francine deseja tocar bateria e cantar ao mesmo tempo. Ela se apresenta para Arthur e Buster e eles acham horrível. Eles pedem ajuda a Muffy. Os três tentam de todas as maneiras convencer Francine a desistir da ideia de tocar bateria e cantar ao mesmo tempo. Quando Francine desiste da ideia, ela descobre que consegue cantar muito bem. |
| 73/4-8  | 25 de Outubro, 1999  | Um Pai para Buster                   | Vai ter um piquenique para pais e filhos na cidade, e Buster não pode ir já que seu pai está ausente. Ele não se sente triste, pois diz que tem outros planos. |
| 73/4-8  | 25 de Outubro, 1999  | A Calça Nova de Prunella             | Prunella quer ganhar a famosa calça cintilante. Rubella tem uma previsão de que ela irá ganhar uma coisa brilhante e prateada. Prunella fica esperançosa. Muffy a convida para ir esquiar com os amigos e elas combinam de irem usando a tal calça. Prunella recebe um presente de seus avós, mas não é a calça, e sim um relógio. Ela fica com medo do qua as pessoas vão dizer a ela. |
| 74/4-9  | 1 de Novembro, 1999  | O Que É Aquilo?                      | As crianças se deparam com um objeto diferente. Francine acha que é um hipnotizador de gatos, já que fez com que Nemo perdesse seu medo de água; Cérebro acha que é uma roda de aviãozinho de controle-remoto; Muffy acha que é um salvador de brinquedos, já que salvou seu tamanduá de pelúcia que estavam dentro de um bueiro. Mas, eles descobrem que na verdade é uma bobina usada pelo Sr. Ratburn em seus shows de marionetes. |
| 74/4-9  | 1 de Novembro, 1999  | A Melhor Atitude de Buster           | Buster acha que não é melhor em nada. Arthur acha que Buster é melhor em tudo. Sendo assim, Arthur decide agir como Buster e Buster decide agir como Arthur, o que causa uma tremenda confusão. |
| 75/4-10 | 8 de Novembro, 1999  | Minhas Regras Musicais               | Episódio conta com a participação de Yo-Yo Ma e Joshua Redman - A Biblioteca da Cidade de Elwood irá transmitir uma performance musical para as crianças durante a semana. O pai de Francine sugere um show com Joshua Redman, o tio de Francine, que toca jazz. Mas, a vovó Thora leva D.W. a um concerto, e ela decide levar Yo-Yo Ma para a Biblioteca. |
| 75/4-10 | 8 de Novembro, 1999  | Um Programa para Bebês               | Arthur sempre incomodou D.W. por ela assistir a um programa de bebês; Mary, a Vaca Moo. Mas essa situação muda quando, depois de assistir com sua irmã, Mary, a Vaca Moo, vê um "real" programa de bebê, chamado Os Adoráveis Patinhos. Intrigado, Arthur assiste ao episódio e o adora. Ele tenta esconder de seus amigos, mas isso não é fácil, pois a classe inteira assiste ao "Coelho Negro", o programa que eles adoram e sempre falam sobre.                                                                                        |

## Quinta temporada:2000
| #       | Data Original        | Título                                  | Descrição |
| ------- | -------------------- | --------------------------------------- | --- |
| 76/5-1  | 4 de Setembro, 2000  | Arthur e o Grande Enigma                | Arthur e Buster estão assistindo ao programa "Desvende o Enigma" e Arthur adivinha todos. Buster resolve inscreve-lo no programa, para que ele derrote Charlote, a atual campeã. Arthur fica muito nervoso, mas acaba aceitando ir ao programa. Todos tentam ajudar fazendo muitos enigmas a ele. |
| 76/5-1  | 4 de Setembro, 2000  | Desafio Duplo                           | Arthur, Buster, Francine e Cérebro estão cansados de tanto dever-de-casa, pois não conseguem assistir a televisão. Decidem que não vão fazê-los, então, um desafia o outro a matar aula. Entretanto, Arthur fica com medo e desiste da ideia. Buster avisa Cérebro e Francine, mas ela não escuta a mensagem que recebeu e fica sozinha para fora da escola. Buster, Arthur e Binky tentam ajudá-la a entrar na escola.                                                           |
| 77/5-2  | 11 de Setembro, 2000 | Filhos São da Terra, Pais São de Plutão | Está tendo na escola, o chamado "Escola Aberta aos Pais", onde os pais das crianças se reunem para uma reunião com seus filhos. As crianças sempre ficaram com vergonha das atitudes de sus pais, mas Sue Ellen diz que nunca teve, mas depois percebe que, devido ao fato de seus pais terem morado em muitos países, começa a ficar com medo do que as outras pessoas pensem sobre isso.                                                                                        |
| 77/5-2  | 11 de Setembro, 2000 | Nervos de Aço                           | Buster e Arthur são as únicas crianças que não possuem o "Cyber-brinquedo", um famoso brinquedo cibernético que faz muitas coisas sozinho, como andar, segurar coisas, falar, etc. Eles vão a uma loja e Buster vê os Cyber-brinquedos e rouba um deles e o coloca na mochila de Arthur. Buster se sente muito mal e junto do amigo tantam resolver a situação, devolvendo o brinquedo à loja sem serem vistos.                                                                   |
| 78/5-3  | 18 de Setembro, 2000 | O não Cérebro                           | Cérebro e Buster estão participando da Mate-maratona, realizada pelo Sr. Ratburn. Inacreditavelmente, Buster vence a Mate-maratona. Cérebro se sente muito mal e tenta agir como Buster. Enquanto isso, Buster se sente o mais inteligente da escola e tenta agir como Cérebro. Buster decide parar de agir como Cérebro, quando descobre que ele está agindo como si. Então, Buster, Francine e Arthur tentam ajudar Cérebro a voltar a ser o que ele era.                       |
| 78/5-3  | 18 de Setembro, 2000 | A História da Praia                     | Arthur, D.W., Buster, Cérebro, Binky e Sue Ellen querem ir a um parque de diversão aquático. O pai de Arthur promete levá-los a um lugar ainda melhor que o parque aquático. Quando chegam e precebem que estão em uma praia, fica desanimados. O pai de Arthur diz para eles procurarem a zona marítima. Todos dão um jeito de procurá-la. Arthur e Binky vão a uma pedra no meio da água. Buster e Cérebro encontram vários animais nas poças de água e Sue Ellen tenta surfar. |
| 79/5-4  | 25 de Setembro, 2000 | O Recorde Mundial                       | Arthur e seus amigos estão tentando quebrar um recorde mundial juntos e decidem fazer uma pizza gigante. |
| 79/5-4  | 25 de Setembro, 2000 | A Caverna                               | Arthur e seus amigos vão visitar uma caverna em uma excurssão com a escola. Arthur assume que tem um certo medo de cavernas, por que há morcegos nela. Quando vão visitá-la, as crianças morrem de medo quando alguns morcegos voam sobre suas cabeças. Principalmente Francine, que ficou azucrinando Arthur por ele ter o mesmo medo que ela. |
| 80/5-5  | 2 de Outubro, 2000   | Uma Semana Piolhenta                    | Muffy pega piolhos e ela fica nervosa com o que os seus amigos vão dizer. Entretanto, ela deixa cair sua boina e Francine a coloca, o que faz com que ela pegue piolhos também. A boina passa de cabeça em cabeça, fazendo com a escola inteira pegue piolhos. |
| 80/5-5  | 2 de Outubro, 2000   | Você É o Arthur                         | Arthur propõem aos telespectadores um desafio: Arthur seria os telespectadores e os telespectadores serião Arthur. Durante todo o episódio temos uma visão do desenho como se fosse a visão de Arthur. |
| 81/5-6  | 9 de Outubro, 2000   | A Eleição                               | A classe do Sr. Ratburn está estudando política, e o professor propõem que os alunos façam uma eleição para aprenderem mais sobre o caso. Arthur e Muffy se candidatam e cada um deles faz a sua própria campanha para que os alunos votem. |
| 81/5-6  | 9 de Outubro, 2000   | Francine Vai à Luta                     | Uma nova vizinha muda para o prédio de Francine. Ela reclama dos barulhos de Francine. Como Francine adora tocar bateria e fazer outras coisas barulhentas, fica com muita raiva da mulher. Então, ela tenta de tudo para azucrinar a sua vida, a fim de que ela saia do prédio. |
| 82/5-7  | 16 de Outubro, 2000  | Dormir Nunca Mais                       | Buster e sua mãe, Bitzi, estão indo viajar para a "Pizzalândia", uma cidade onde tudo tem alguma relação com pizzas, e convidam Arthur, Binky, Francine, Cérebro e Muffy para irem junto. Buster se increve no concurso "Papa Tudo": vence quem comer o maior número de pizzas, o mais rápido possível. Ele vai dormir cedo, às 6 da tarde, e fica com insônia e se desespera pensando que nunca mais irá conseguir dormir.                                                       |
| 82/5-7  | 16 de Outubro, 2000  | Bicho de Estimação                      | Francine pede a Binky para que cuide de seu gato Nemo. Binky começa a brincar e a cuidar de Nemo, mas não segue as instruções deixadas por Francine. Isso porque ele dá leite ao Nemo, que é alérgico ao líquido. Nemo começa a fazer birutices e Binky acha que Francine o maltratava. Binky fica decidido a não devolver Nemo a Francine. |
| 83/5-8  | 23 de Outubro, 2000  | O Último Mary, a Vaca Mú                | Quando seu show favorito, Mary, a Vaca Mú, é cancelado, D.W. tenta colocá-lo de volta no ar. Ela faz um baixo-assinado e envia para a Mary. Ela fica muito agradecida e acaba convidando D.W. para conhecer o estúdio onde o programa era gravado. |
| 83/5-8  | 23 de Outubro, 2000  | O Namorado de Bitzi                     | Buster e sua mãe sempre fazem muitas coisas juntos, mas tudo mudou quando Bitzi arruma um namorado. Buster fica muito intrigado e, porque tirou um A no trabalho sobre livros, acha que o Sr. Ratburn está namorando com a sua mãe. Ele fica desesperado pensando que o Sr. Ratburn acabaria com a sua vida. Mas, Bitzi convida o namorado misterioso para um jantar em sua casa. Buster descobre que o namorado é Harry, um homem simpático que adora contar piadas.             |
| 84/5-9  | 30 de Outubro, 2000  | Só Sobremesas                           | Vovó Thora está cuidando de Arthur e de D.W. Ele fica com medo de comer o jantar e resolve comer doces antes. Depois de comer o jantar todo e ainda mais dois pedaços de bolo, Arthur fica com uma enorme dor de estômago. Ele acaba ouvindo vários contos-de-fadas da Vovó Thora e acaba sonhando com eles. |
| 84/5-9  | 30 de Outubro, 2000  | O Grande Besouro                        | Vovô Dave está passando uns dias na casa de Arthur. Ele mudou bastante, pois está muito velhinho: ele só pensa em dormir e jogar damas, segundo ele e D.W. Arthur acaba encontrando no bolso de Dave, um mapa de um tesouro. Vovô Dave conta uma história para eles, dizendo que o tesouro estava enterrado na cidade de Elwood. Arthur e D.W. saem à procura do tesouro na cidade.                                                                                               |
| 85/5-10 | 6 de Novembro, 2000  | Briga em Família                        | Depois do suflê do Papai ser destruído, Arthur e D.W. tentam esclarecer como o fato foi ocorrido. Cada um conta a sua versão de como o suflê foi derrubado. Mas isso acaba gerando uma grande confusão entre os dois irmãos. |
| 85/5-10 | 6 de Novembro, 2000  | Muffy Amadurece                         | Muffy diz para todos que está amadurecida. Ela insulta Francine, pois ela usa um pijama de "pézinho" e depois de falar com Catherine ela começa a querer se enturmar com suas amigas. |
| 85/5-11 | 23 de Novembro, 2000 | O Natal Perfeito de Arthur              | Arthur deseja que sua família tenha um ótimo Natal, mas luta contra suas tentativas. |

- Essa é a primeira temporada que possui três participações especais famosas: Alex Trebek, com Caroline Botelho e Kenny Yates.
- A Partir da 6.ª temporada todos os episodios são ineditos,nunca foram exibidos no brasil.

## Sexta temporada:2001
| #       | Data Original        | Título                           | Descrição |
| ------- | -------------------- | -------------------------------- | --- |
| 86/6-1  | 24 de Setembro, 2001 | Sue Ellen e o videogame          | Sue Ellen fica obcecada por um videogame e se proíbe de jogá-lo por uma semana. |
| 86/6-1  | 24 de Setembro, 2001 | O melhor do ninho                | Enquanto joga um jogo, Cérebro questiona o conhecimento científico do jogo e é desafiado se ele poderia ou não sobreviver na selva, então ele planeja um acampamento. |
| 87/6-2  | 1 de outubro, 2001   | Arthur Toca uma Canção           | O professor de piano de Arthur está se aposentando, então ele contrata um novo professor rigoroso. |
| 87/6-2  | 1 de outubro, 2001   | O Sucesso de Doces de Buster     | Buster vende Chocolates mais ninguém quer eles. Buster inventa uma música sobre chocolates. |
| 88/6-3  | 8 de outubro, 2001   | A Edição Especial de Prunella    | Prunella está animada para receber seu novo livro pelo correio, mas descobre que está em Braille. |
| 88/6-3  | 8 de outubro, 2001   | A Secreta Vida dos Cachorros     | Kate e Paul trabalham juntos para colocar a estatueta em cima do bolo antes do casamento começar. |
| 89/6-4  | 15 de outubro, 2001  | O Choque de Muffy                | O pai de Muffy é o novo treinador de futebol, mas as crianças, especialmente Muffy, duvidam de seus métodos de treinamento. |
| 89/6-4  | 15 de outubro, 2001  | Você pode Comprar um Clarinete   | Binky não consegue ter um bom desempenho com seu clarinete com defeito e sua família não tem dinheiro para comprar um novo, então ele inicia um esquema com o resto dos Clientes Resistentes para se livrar da música. |
| 90/6-5  | 22 de Outubro, 2001  | O Menino que Gritou Cometa!      | Buster pensa ter visto OVNIs , mas Arthur, Fern e Cérebro não acreditam nele. Buster pega emprestado o telescópio de Muffy e encontra um cometa indo para a Terra. |
| 90/6-5  | 22 de Outubro, 2001  | Arthur e os Vizinhos             | Arthur está preocupado com a possibilidade de Alberto ser mau com ele. |
| 91/6-6  | 29 de Outubro, 2001  | Cidadão Frenshy                  | Francine é a chefe do jornal da escola nova depois de sombreamento da mãe de Buster no trabalho e tirar uma foto de primeira página. Francine tira fotos e publica fora do contexto. Seus amigos já não querem sair com ela e com um papel de rival parece que faz o divertimento de Francine. |
| 91/6-6  | 29 de Outubro, 2001  | A Mochila de D.W.                | DW acidentalmente pega a mochila errada na piscina; devido à maioria das letras do crachá terem sido apagadas. |
| 92/6-7  | 5 de novembro, 2001  | O Menino com a Cabeça nas Nuvens | George tem dislexia e não quer que ninguém pense que ele é burro. Ele leva Binky como seu mentor para ensiná-lo a ser mais teimoso para que ninguém o provoque, mas percebe que ele não foi feito para ser durão. |
| 92/6-7  | 5 de novembro, 2001  | Mais!                            | D.W. está animada para estar recebendo um subsídio, mas quando ela descobre que Emily já recebe um subsídio e tem mais dinheiro. Quando ela deixa de receber uma mesada maior, ela finge que ela fica mais licenças do que ela. |
| 93/6-8  | 12 de novembro, 2001 | Rimas                            | Binky está tentando escrever um poema de rima para sua mãe, mas não acha que ele pode fazer isso. Quando ele adormece, ele encontra-se em um sonho onde é um crime que não rima. Depois ele dá um cartão em branco com sua mãe, ele descobre que pode rimar. |
| 93/6-8  | 12 de novembro, 2001 | Porque os Sinos Tocam            | Arthur está muito feliz por DW ter perdido a voz, mas não fica tão animado quando tem que fazer o que ela quer que ele faça, especialmente quando ele tem que ser tradutor. |
| 94/6-9  | 19 de novembro, 2001 | O Ótimo Esporte                  | Michelle está entregando o Prêmio Atleta do Ano, e Jenna ganha o prêmio, o que deixa Francine com muito ciúme e chateada. |
| 94/6-9  | 19 de novembro, 2001 | Crushed                          | Arthur tem uma queda em sua nova babá. Ele fica arrasado quando descobre que ela tem um namorado. Ele tenta evitá-la, indo para Buster apenas para descobrir que ela está ali para tomar conta Buster. |
| 95/6-10 | 26 de Novembro, 2001 | Arthur Perde suas Bolas de Gude  | As novas bolinhas de Muffy levam Arthur e seus amigos a começarem a jogar um torneio de bolinhas de gude. Arthur é treinado pela vovó Thora, ela própria uma ex-jogadora profissional de bolinhas de gude, mas quando descobre que terá que competir contra Thora no torneio de bolinhas de gude, ele joga mal de propósito.                                                                                           |
| 95/6-10 | 26 de Novembro, 2001 | Sexta Feira 13                   | Cérebro não acredita em superstições e vai tentar provar isso fazendo coisas supersticiosamente acreditava trazer má sorte, como a quebra de um espelho. Contra a sua hipótese, uma seqüência de greves de má sorte. Quando o cérebro acredita que, em última análise refuta superstições, girando em torno de um jogo de beisebol têm a certeza de perder, seus amigos acreditam que ele tem alguns objetos de sorte. |

## Sétima temporada:2002
| #        | Data Original       | Título                         | Descrição |
| -------- | ------------------- | ------------------------------ | --- |
| 96/7-0   | 2 de setembro, 2002 | Arthur,é só Rock and Roll      | Francine faz testes para uma banda de rock. |
| 96/7-1   | 8 de outubro, 2002  | Náufragos                      | Arthur está animado para ir percar o que significa que não pode levar D.W.,no entanto os planos mudam e ela vai junto. No caminho para a casa Arthur fica frustrado por não pegar nenhum peixe. |
| 96/7-1   | 8 de outubro, 2002  | O Grande Mistério das Meias    | D.W. está irritada porque uma de suas meias está faltando. Paul investiga e se depara com um mercado de meias. |
| 97/7-2   | 9 de outubro, 2002  | A Decisão Decisiva de Francine | O torneio de boliche de Francine e o bar de seu primo acontecem ao mesmo tempo, então seus amigos elaboram um plano que permite que ela participe dos dois eventos. |
| 97/7-2   | 9 de outubro, 2002  | Muffy Vira Metropolitana       | Sue Ellen convida Muffy para passar o fim de semana com ela em uma metrópole próxima. |
| 98/7-3   | 10 de outubro, 2002 | Formigas nas Calças de Arthur  | Arthur constrói um formigueiro , mas todas as formigas saem e ele deve encontrar uma maneira de atraí-las de volta. |
| 98/7-3   | 10 de outubro, 2002 | Não Pergunte para Muffy        | Muffy inicia uma série de conselhos, mas uma das Clientes, Molly, acaba sendo a melhor conselheira. |
| 99/7-4   | 11 de outubro, 2002 | Os Tibles e a Verdade          | Depois de causar dois incidentes envolvendo mentir para Alberto, os Tibles temem acabar na prisão por mentir. |
| 99/7-4   | 11 de outubro, 2002 | Esperando para ir              | Depois que Binky acidentalmente quebra o novo relógio de Cérebro durante um jogo de futebol, eles brigam entre si enquanto esperam que seus pais os busquem. |
| 100/7-5  | 14 de Outubro, 2002 | Elwood Completa 100 anos       | A turma do Sr. Ratburn é escolhida para apresentar um musical baseado no nascimento da cidade. |
| 101/7-6  | 15 de Outubro, 2002 | Escolha um Carro               | A Família de Arthur terá que substituir o carro da família, porque o mecânico disse-lhes custaria muito para consertá-lo. Arthur gosta do carro da família e luta para mantê-lo de ser vendido para o mecânico. Ele faz uma chamada a conversa do carro, esperando que eles sabem como consertá-lo, e descobrir o problema, para desapontamento do mecânico. |
| 101/7-6  | 15 de Outubro, 2002 | Hora de Dormir, Jenna          | Jenna é convidada para a festa do pijama de Muffy, mas ela está preocupada em ser provocada, já que ela ainda faz xixi na cama. |
| 102/7-7  | 16 de outubro, 2002 | O Problema de Tempo de D.W.    | D.W. está cansada de ser a mais nova. Em um sonho, ela viaja através do tempo e as mudanças assim que ela nasce primeiro e segundo Arthur. Após um acidente o tempo de viagem, ela percebe o quanto ela gosta de ter um irmão mais velho. |
| 102/7-7  | 16 de outubro, 2002 | Buster's Amish Mismatch        | Depois de uma viagem a uma fazenda, Buster muda seu estilo de vida. |
| 103/7-8  | 17 de outubro, 2002 | O Mundo de Amanhã              | Durante uma festa do pijama no museu de ciências com sua turma, Binky fica entediado até ver uma nova exposição fechada sobre o futuro. |
| 103/7-8  | 17 de outubro, 2002 | Há um doutor em casa           | Arthur e DW tentam ajudar nas tarefas de casa quando os pais estão resfriados, mas acabam piorando as coisas. |
| 104/7-9  | 18 de outubro, 2002 | Prunella vê a luz              | Prunella convida Marina para uma festa do pijama. No entanto, ela está preocupada que Marina possa se machucar por ser cega. |
| 104/7-9  | 18 de outubro, 2002 | O Retorno da Bola de Neve      | DW descobre que sua bola de neve voltou e tenta evitar que ela seja roubada novamente. |
| 105/7-10 | 21 de outubro, 2002 | 9 de abril                     | Um incêndio atinge a escola de Lakewood, forçando Arthur e seus amigos a frequentar a escola em Mighty Mountain, até que sua própria escola seja reaberta. |

## Oitava temporada:2003
| #        | Data Original        | Título                                 | Descrição |
| -------- | -------------------- | -------------------------------------- | --- |
| 106/8-1  | 15 de setembro, 2003 | Prezado Adil                           | Arthur se torna amigo de um menino turco chamado Adil. |
| 106/8-1  | 15 de setembro, 2003 | A Separação de Bitzi                   | Bitzi diz a Buster que brigou com Harry, e Buster, pensando que nunca mais poderá passar um tempo com Harry novamente, fica arrasado, então ele cria um plano para reuni-los, mas o tiro sai pela culatra.                                                                                            |
| 107/8-2  | 16 de setembro, 2003 | Fern e o Segredo dos Alces da Montanha | Quando Fern, Francine e Jenna fazem uma viagem a uma montanha, Francine está determinada a bater seu recorde de três horas até o topo, mas fica furiosa quando precisa fazer par com Fern, que não tem experiência em escalar montanhas.                                                              |
| 107/8-2  | 16 de setembro, 2003 | Muito obrigado, Binky                  | Binky salva Rattles de se machucar em uma manobra perigosa, mas Rattles é ingrato e recusa agradecer a Binky. |
| 108/8-3  | 17 de setembro, 2003 | Os Negócios da Neve de Arthur          | Arthur e Buster iniciam um negócio de remoção de neve, mas uma discussão sobre a divisão do dinheiro os leva a se separarem e competirem por clientes. |
| 108/8-3  | 17 de setembro, 2003 | Bugged                                 | Cérebro irrita seus amigos corrigindo-os constantemente. |
| 109/8-4  | 18 de setembro, 2003 | O Monstro Fernkenstein                 | Fern conta a Arthur, Buster e Muffy uma história assustadora, mas eles a acham perturbadora. Ninguém quer ficar perto de Fern por causa de sua história, então ela tenta criar uma que seja divertida em vez de assustadora.                                                                          |
| 109/8-4  | 18 de setembro, 2003 | D.W. A Rainha da Dança                 | A turma do Sr. Ratburn está fazendo projetos com as crianças em idade pré-escolar, e DW e Binky se tornam parceiros. Eles decidem fazer uma dança para seu projeto, mas ensinar DW a dançar é difícil para Binky.                                                                                     |
| 110/8-5  | 19 de setembro, 2003 | Vomitrocious                           | Quando os amigos de Arthur provocam George com seus constantes sangramentos nasais , Francine que está doente vomita na frente de todos e fica chateada porque seus amigos vão zombar dela, então ela os evita constantemente.                                                                        |
| 110/8-5  | 19 de setembro, 2003 | Sue Ellen Chickens Out                 | Manino, gerente do Sugar Bowl, anuncia que está se aposentando e planeja vender a loja para uma rede de fast-food. Sue Ellen fica decepcionada com essa mudança e inicia uma manifestação para que seus amigos entrem em greve e salvem o Açucareiro.                                                 |
| 111/8-6  | 22 de dezembro, 2003 | Os Cartões Postais de Buster           | Buster viaja para Nova York para visitar seu pai. Durante a maior parte do episódio, enquanto Buster está usando sua nova câmera de vídeo , tudo o que é visto na câmera são imagens de ação ao vivo , em vez da animação usual.                                                                      |
| 112/8-7  | 23 de dezembro, 2003 | Guerra na Secretaria                   | Em um dia quente, Arthur e seus amigos brigam para ver quem vai sentar perto do ventilador, o que faz com que toda a turma ameace destruir os pertences uns dos outros. |
| 112/8-7  | 23 de dezembro, 2003 | A Procura de Stanley                   | Arthur vende seu ursinho de pelúcia velho e rasgado, Stanley, para Vicita em uma venda de garagem. Mais tarde, ele se arrepende de sua decisão e tenta trazer Stanley de volta. |
| 113/8-8  | 24 de dezembro, 2003 | A Arte da Muffy                        | Depois de assistir a uma exposição de arte com Ed, Muffy tenta construir esculturas cinéticas, mas não consegue ter boas ideias. Seu mordomo, Bailey, constrói algumas esculturas bem feitas e, durante uma vitrine, Muffy tenta fazer com que elas sejam suas.                                       |
| 113/8-8  | 24 de dezembro, 2003 | Contos Do Berço                        | Vicita fica triste quando tem que desistir do berço, então DW conta como ela cresceu e o deu para Kate. |
| 114/8-9  | 25 de dezembro, 2003 | Pulgas Para ser Eu e Você              | Uma pulga italiana chamada Pepe conta a Kate e Amigos a história de sua jornada ao redor do mundo e como ele se separou de seu irmão, Sales. |
| 114/8-9  | 25 de dezembro, 2003 | Kiss and Tell                          | Emily conta a DW como se sentiu quando um garoto a beijou nas férias, e DW começa a se perguntar como será. Ela começa a pensar em pedir a James para beijá-la. |
| 115/8-10 | 26 de dezembro, 2003 | O Grande Chifre de George              | George aprende a cantar blues, inspirado em seu boneco de girafa e nos CDs do Cérebro. |
| 115/8-10 | 26 de dezembro, 2003 | Bleep                                  | Durante uma viagem de compras a uma joalheria com a vovó Thora, DW ouve um adolescente xingar sua mãe depois de proibi-lo de um show, fazendo-a derrubar um copo e quebrá-lo em pedacinhos. DW quer saber o significado da palavra, mas tem medo de que, se a disser, aconteça o mesmo com os outros. |

## Nona temporada:2004-2005
| #        | Data Original        | Título                        | Descrição |
| -------- | -------------------- | ----------------------------- | --- |
| 116/9-1  | 20 de dezembro, 2004 | Castelos no Céu               | A casa na árvore de Arthur desmorona devido ao peso da neve sobre ela, então Arthur e seus amigos criam seus próprios projetos para reconstruí-la.                                                                                              |
| 116/9-1  | 20 de dezembro, 2004 | Derrubando as escalas         | O coral da escola está animado para se apresentar. No entanto, sua professora, está doente e o rígido professor de piano de Arthur retorna, substituindo-a.                                                                                     |
| 117/9-2  | 21 de dezembro, 2004 | O grande problema de Francine | Francine frequenta um acampamento de circo e tenta ter um desempenho melhor do que Catherine. |
| 117/9-2  | 21 de dezembro, 2004 | George Blows His Top          | George fica cada vez mais irritado quando Buster começa a explorar sua gentileza. |
| 118/9-3  | 22 de dezembro, 2004 | Arthur Weighs In              | Depois de não conseguir vestir o figurino durante os ensaios de uma peça, Arthur busca maneiras de perder peso. |
| 118/9-3  | 22 de dezembro, 2004 | The Law of the Jungle Gym     | O trepa-trepa do playground é o ponto de encontro dos Clientes Durões, o que gera discussões quando Muffy ganha uma câmera nova e quer tirar fotos do trepa-trepa.                                                                              |
| 119/9-4  | 23 de dezembro, 2004 | O Polegar Verde de Buster     | Buster quer tentar fazer jardinagem na horta comunitária depois de usar composto caseiro em tomates. |
| 119/9-4  | 23 de dezembro, 2004 | My Fair Tommy                 | Farto de punições pelos incidentes que Timmy causa, Tommy pede a DW que lhe ensine boas maneiras para se preparar para o Dia de Visita aos Pais e ter a chance de ganhar o Prêmio de Bom Comportamento.                                         |
| 120/9-5  | 24 de dezembro, 2004 | Luzes, Câmera, Opera!         | Muffy não está entusiasmada em assistir a uma apresentação de ópera de Carmen , temendo que seja chata. |
| 120/9-5  | 24 de dezembro, 2004 | Todos Trabalhando             | Arthur acerta cinco testes seguidos, mas sua sorte acaba quando a Sra Read aceita um cliente e ele acredita que ela não estará por perto com tanta frequência.                                                                                  |
| 121/9-6  | 4 de abril, 2005     | Arthur vai para a Onda        | James convida Arthur e DW para uma festa na piscina, mas Arthur fica chocado ao descobrir que Molly é a irmã mais velha. |
| 121/9-6  | 4 de abril, 2005     | It Came From Beyond           | Em uma noite tempestuosa, a vovó Thora encontra um cachorro de rua em sua varanda. |
| 122/9-7  | 5 de abril, 2005     | Três é demais                 | Prunella fica com ciúmes quando Marina participa de aulas de ioga com ela e sua mãe, e Marina acaba fazendo poses melhores do que Prunella. |
| 122/9-7  | 5 de abril, 2005     | A is for Angry                | Arthur participa de um torneio interescolar de damas, enfrentando o Cérebro. |
| 123/9-8  | 6 de abril, 2005     | O Time "A"                    | Cérebro e Francine mudam-se para um time de futebol mais avançado, mas são imediatamente surpreendidos pelas exigências rígidas do novo time.                                                                                                   |
| 123/9-8  | 6 de abril, 2005     | Emily Swallows a Horse        | DW encontra uma bola, deixa-a cair e vê Emily segurando-a. Emily inventa uma desculpa para ficar com a bola, mas começa a contar mentiras maiores para encobrir a primeira, e DW acaba esquecendo por que Emily começou a mentir.               |
| 124/9-9  | 7 de abril, 2005     | DW vence tudo                 | Quando os Tibbles ganham uma bateria e decidem se apresentar Festival, DW fica com ciúmes por ter um instrumento próprio para tocar e, com inspiração em Arthur, Buster, Francine e Fern, ela finalmente cria seu próprio instrumento cinético. |
| 124/9-9  | 7 de abril, 2005     | Buster o falso fabricante     | Arthur e Buster vão investigar um boato de que tigres estão soltos no parque. Isso acabou sendo um experimento do Cérebro, que queria ver se alguém acreditaria em um boato aparentemente verdadeiro na Internet.                               |
| 125/9-10 | 8 de abril, 2005     | Binky Goes Nuts               | Binky descobre que é alérgico a amendoim e fica chateado ao perceber que terá que abrir mão da comida chinesa, pois ela é cozida com óleo. |
| 125/9-10 | 8 de abril, 2005     | Breezy Listening Blues        | Depois de tirar B em um teste, Cérebro pensa que isso pode ser causado pelo CD tocando na sorveteria de seus pais. |

## Décima temporada:2006
| #         | Data Original    | Título                       | Descrição |
| --------- | ---------------- | ---------------------------- | --- |
| 126/10-1  | 15 de maio, 2006 | Feliz Aniversário            | No 10º aniversário do Sr. e da Sra. Read, a família planeja ir a um restaurante chique; Arthur deveria ir à casa de Buster para dormir, assistir ao Especial de 10º Aniversário do Bionic Bunny e escrever um relatório sobre perspectivas, e DW precisa encontrar alguma lata de presente.                                                |
| 127/10-2  | 16 de maio, 2006 | Os Esquilos                  | Durante uma festa do pijama na casa dos Baxters, Arthur e Buster assistem a um filme de terror chamado The Squirrels, e imediatamente ficam com medo de esquilos. |
| 127/10-2  | 16 de maio, 2006 | Fern and Persimmony Glitchet | Fern publica sua história, “Persimmony Glitchet” no jornal da escola sob um pseudônimo, mas fica preocupada quando todos os seus amigos não gostam dela. |
| 128/10-3  | 17 de maio, 2006 | Desert Island Dish           | Como o ano letivo está quase no fim, a turma do Sr. Ratburn deve encontrar a comida ideal que cada um deles escolheria se ficasse preso em uma ilha deserta. |
| 128/10-3  | 17 de maio, 2006 | O segredo sobre segredos     | DW descobre que seu amigo rasgou as calças, mas deve manter isso em segredo. |
| 129/10-4  | 18 de maio, 2006 | Feeling Flush                | Francine está preocupada que Elwood City esteja passando por uma seca e vá perder água, então ela e Arthur apostam para ver quem consegue economizar mais água. |
| 129/10-4  | 18 de maio, 2006 | Fortuna da Família           | Arthur, DW e vovó Thora procuram algo para levar para um programa de leilão na televisão. |
| 130/10-5  | 19 de maio, 2006 | D.W. Aims High               | DW sonha em se tornar astronauta e ser a primeira pessoa a pisar em Marte. |
| 130/10-5  | 19 de maio, 2006 | Falha e Ordem                | Buster e Arthur são falsamente acusados de quebrar um prato de bolo. |
| 131/10-6  | 22 de maio, 2006 | A Maldição dos Mergulhões    | Buster começa a acreditar que está sem sorte para o time depois de assistir a três dos jogos, que acabam perdendo. |
| 131/10-6  | 22 de maio, 2006 | Arthur Changes Gears         | Depois de comprar uma bicicleta nova, Arthur hesita em andar com ela por medo de sujá-la. |
| 132/10-7  | 23 de maio, 2006 | Inacabado                    | Após encontrar um romance antigo, Arthur descobre que a página final do livro foi arrancada, então tenta descobrir como a história termina. |
| 132/10-7  | 23 de maio, 2006 | D.W., Bossy Boots            | DW é muito mandona na festa de aniversário de Emily, até que ela tem um sonho que a faz realizar seu controle de raiva |
| 133/10-8  | 24 de maio, 2006 | Binky vs. Binky              | Binky supera seu medo da competição atlética quando começa a andar de bicicleta e descobre que vencer não é tão importante quanto encontrar coragem para continuar. |
| 133/10-8  | 24 de maio, 2006 | Operação: DW!                | DW tem falta de audição porque suas orelhas estão sujas, então ela faz uma cirurgia para inserir tubos de ventilação e inicialmente fica com medo. |
| 134/10-9  | 25 de maio, 2006 | Do You Speak George          | Quando todos na escola começam a inventar suas próprias línguas, George tenta criar uma que seja fácil de usar para todos. |
| 134/10-9  | 25 de maio, 2006 | World Girls                  | Muffy, Sue Ellen e Francine visitam uma nova loja de bonecas chamada World Girl World. Muffy tenta completar sua coleção, Francine tenta encontrar uma boneca de que goste e Sue Ellen tenta encontrar um acessório substituto para a única boneca que possui.                                                                             |
| 135/10-10 | 26 de maio, 2006 | O que está cozinhando        | Uma grande competição culinária está chegando e cada um está preparando um prato de sua escolha. Quando o bolo de chocolate de Arthur se estraga quando ele acidentalmente usa bicarbonato de sódio em vez de fermento em pó, ele descobre que cometer erros na culinária pode levar à criação de uma nova receita: brownies de chocolate. |
| 135/10-10 | 26 de maio, 2006 | Entrega Especial do Buster   | Buster se torna o primeiro estudante carteiro, mas tem dificuldades com seu trabalho. |

## Décima primeira temporada:2007
| #         | Data Original       | Título                                 | Descrição |
| --------- | ------------------- | -------------------------------------- | --- |
| 136/11-1  | 25 de junho, 2007   | Varrido                                | Arthur, DW e Buster tentam evitar que seu castelo de areia seja levado pela maré na praia. |
| 136/11-1  | 25 de junho, 2007   | Germofobia                             | Depois que seus amigos lhe contam como os germes são ruins, Buster desenvolve misofobia e começa a ver germes por toda parte. |
| 137/11-2  | 26 de junho, 2007   | Arthur se vende                        | Arthur tenta ganhar dinheiro para um novo videogame vendendo alguns brinquedos antigos, embora de forma antiética. |
| 137/11-2  | 26 de junho, 2007   | Cuide da suas boas maneiras            | Ao perceberem que se esqueceram do Dia dos Avós, os Tibbles decidem surpreender a avó levando-a para jantar fora. No entanto, ela está hesitante devido aos seus maus modos à mesa, então, com a ajuda de Molly, os gêmeos aprendem a ser educados.                                                                           |
| 138/11-3  | 27 de junho, 2007   | Buenas Noches, Vicita                  | Vicita fica sem dormir até encontrar seu livro favorito, então Arthur e DW ajudam refazendo o livro. |
| 138/11-3  | 27 de junho, 2007   | Prunella embala tudo                   | Prunella está preocupada com a faculdade e faz várias aulas extras para se tornar mais completa. |
| 139/11-4  | 28 de junho, 2007   | O Celular de Fern                      | Fern ganha um celular, mas fica obcecada por ele depois que Muffy começa a enviar mensagens de texto para ela. |
| 139/11-4  | 28 de junho, 2007   | O segredo chocante do cérebro          | O Cérebro tem medo que as crianças descubram que ele foi retido no jardim de infância. |
| 140/11-5  | 29 de junho, 2007   | A Bebê Kate e o Mistério da Imaginação | Quando Nadine desaparece, Kate tenta descobrir para onde ela foi, suspeitando que os Tibbles a sequestraram. |
| 140/11-5  | 29 de junho, 2007   | Estranhos no Trem                      | Durante uma viagem de fim de semana, Sue Ellen encontra um diário em um trem antigo e se pergunta a quem ele pertence. |
| 141/11-6  | 3 de setembro, 2007 | O Making of do Arthur                  | Arthur e seus amigos fazem vídeos. |
| 141/11-6  | 3 de setembro, 2007 | Dancing Fools                          | Francine e George estão juntos em uma aula de dança. |
| 142/11-7  | 4 de setembro, 2007 | Soluços ou Travessuras                 | Arthur ajuda DW a curar seus soluços. |
| 142/11-7  | 4 de setembro, 2007 | Mr. Alwaysright                        | Buster culpa Cérebro por estar certo sobre tudo, importunando-o até que ele finalmente entenda algo errado. |
| 143/11-8  | 5 de setembro, 2007 | O Livro Roubado de Francine            | É Dia de Ação de Graças e o Sr. Ratburn designa sua turma para escrever redações sobre diferentes tópicos do Dia de Ação de Graças. Francine trapaceia ao plagiar um ensaio da Internet sobre a culinária peregrina. Quando ela descobre que o plágio é ilegal, ela reescreve sua tarefa e confessa ao Sr. Ratburn o que fez. |
| 143/11-8  | 5 de setembro, 2007 | Buster se torna real                   | Buster está interessado em um novo reality show que Arthur não gosta. |
| 144/11-9  | 6 de setembro, 2007 | D.W. no Gelo                           | DW se gaba de suas habilidades na patinação no gelo, mas está preocupada que seus amigos descubram que ela realmente não sabe patinar muito bem. |
| 144/11-9  | 6 de setembro, 2007 | Mimada!                                | Acusada de ser mimada pelos amigos, Muffy tenta provar que eles estão errados, mas Francine não se impressiona com os esforços simbólicos de Muffy. |
| 145/11-10 | 7 de setembro, 2007 | Big Brother Binky                      | A família de Binky adota uma menina chinesa. |

## Décima segunda temporada:2008-2009
| #         | Data Original      | Título                      | Descrição |
| --------- | ------------------ | --------------------------- | --- |
| 146/12-1  | 6 de outubro,2008  | Is That Kosher?             | A avó de Francine, visita um feriado judaico. Francine tenta jejuar 24 horas naquele dia, mas fica tentada quando Arthur dá uma festa de pizza. |
| 146/12-1  | 6 de outubro,2008  | Nunca, nunca, nunca         | D.W. tem muitos brinquedos em seu quarto e sua mãe quer enviar alguns para a caridade.D.W. decide que ela vai dar todos os seus brinquedos para as pessoas que a amam mais, esquecendo-se que sua mãe disse que ela só precisava se livrar dos que ela não usa. |
| 147/12-2  | 13 de outubro,2008 | Espaço para andar           | Querendo mais liberdade para pedalar, Binky, Arthur, Buster e o Cérebro saem às ruas e iniciam uma campanha para convencer a construir mais ciclovias . |
| 147/12-2  | 13 de outubro,2008 | O Fiasco da família Frensky | Francine percebe que sua família não está passando tempo o suficiente juntos, então decide que toda noite de terça feira ficariam juntos. Infelizmente, as coisas tomam um rumo errado, como ninguém pode concordar sobre o que fazer.                          |
| 148/12-3  | 20 de outubro,2008 | D.W's Stray Netkitten       | DW entra em pânico quando um vírus de computador (palhaço assustador) ataca o computador da Sra. Read. |
| 148/12-3  | 20 de outubro,2008 | Morcegos no Campanário      | Arthur, DW e Buster transformam o sótão da vovó em um clube, mas ficam com medo de um morcego que mora lá. |
| 149/12-4  | 27 de outubro,2008 | Onde estão os pássaros      | Arthur, Buster e Cérebro tentam localizar um pássaro. |
| 149/12-4  | 27 de outubro,2008 | Ungifted                    | Buster fica ofendido depois que Arthur troca um de seus presentes. |
| 150/12-5  | 3 de novembro,2008 | As Crônicas de Buster       | Buster pretende terminar de assistir um DVD longo de "edição de colecionador", deixando Arthur de assisti-lo. |
| 150/12-5  | 3 de novembro,2008 | Neste local                 | Arthur inicia uma petição na tentativa de reconhecer o local. |
| 151/12-6  | 20 de abril,2009   | A cerejeira                 | Muffy fica chateada quando sua cerejeira favorita é derrubada para dar lugar a seu castelo inflável. |
| 151/12-6  | 20 de abril,2009   | Matchmaker Matchbreaker     | Francine e Muffy bancam as casamenteiras. |
| 152/12-7  | 21 de abril,2009   | Guerra dos Vermes           | Fern faz Cérebro acreditar que a cidade de Elwood está sob ataque de vermes gigantes. |
| 152/12-7  | 21 de abril,2009   | Eu te devo uma              | Buster tenta reembolsar todos os fatores que ele deve á Arthur, ajudando todos as que Arthur deve favores. |
| 153/12-8  | 22 de abril, 2009  | O Apagão                    | Arthur e D.W. não tem certeza se conseguem sobreviver sem televisão quando um apagão atinge a cidade de Elwood no dia mais quente do ano. |
| 153/12-8  | 22 de abril, 2009  | Mei Lin toma uma posição    | A irmã mais nova de Binky, Mei Lin, prefere engatinhar a andar, até ouvir uma história de Pepe. |
| 154/12-9  | 23 de abril, 2009  | Lar Doce Lar                | Buster tem medo de ir a um acampamento de verão, mas descobre fazer novos amigos não é tão difícil quanto ele pensava. |
| 154/12-9  | 23 de abril, 2009  | Você acredita em magia?     | Os talentos mágicos de Buster deixa Arthur com ciúme. |
| 155/12-10 | 24 de abril, 2009  | O jogo ideal                | Francine está entusiasmada em projetar uma cidade para as aulas até começar o projeto e fica obcecada pelo estádio de beisebol de seu time favorito. |
| 155/12-10 | 24 de abril, 2009  | D.W.'s Furry Freakout       | Um gatinho chega ao DW e é aceito no Read's. |